# أنيماليز
أنيماليز هي سلسلة متاجر فرنسية متخصصة في بيع الأكسسوارات والمعدات التي تهم الحيوانات.